# Rachida Dati

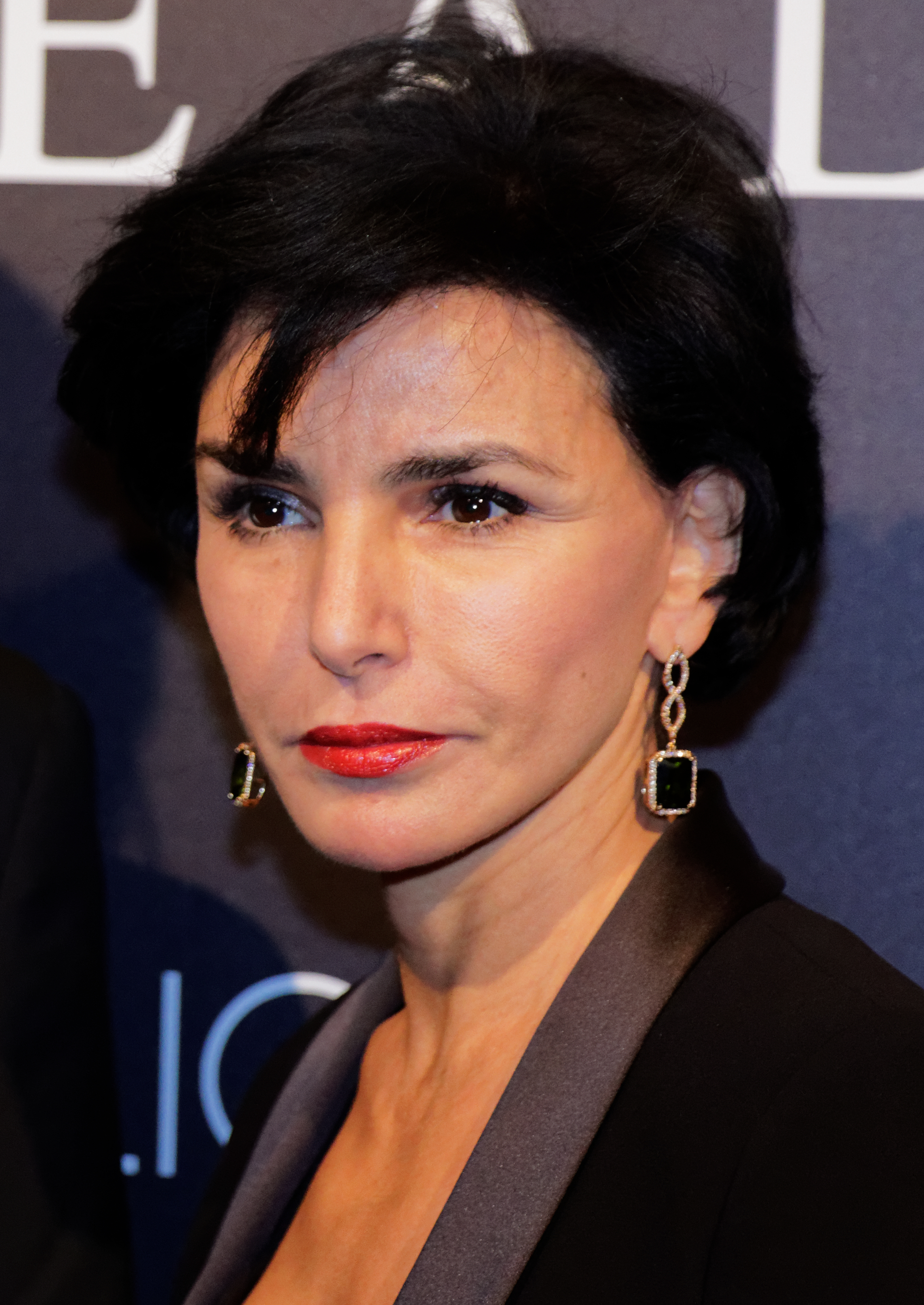
Rachida Dati

Rachida Dati (arabiska: رشيدة داتي), född 27 november 1965 i Saint-Rémy, är en fransk politiker från det konservativa partiet Union pour un Mouvement Populaire. 

## Politisk karriär
Rachida Dati var talesperson för Nicolas Sarkozy under hans presidentvalskampanj 2007 och utnämndes samma år till fransk justitieminister. Hon avgick från denna post 2009 i samband med att hon valdes in i Europaparlamentet och utnämndes till ledamot av Utskottet för ekonomi och valutafrågor. Hon satt som ledamot av Europaparlamentet till 2019.
Rachida Dati är borgmästare för 7:e arrondissementet i Paris sedan 29 mars 2008. Sedan januari 2024 är hon Frankrikes kulturminister.

## Politiska resultat
Rachida Dati har arbetat för en lag som skulle fastställa minimistraff för återfallsförbrytare. Förr var den franska riksrevisorn inte oberoende, i förhållande till ministären, vilket hon ändrade. Tillsammans med olika ombudsmän kan de numer också ta egna initiativ, men kan inte intervenera i tvister inför domstol. Domsagor har traditionellt i Frankrike varit extremt stora, efter hennes mandatperiod har effekten av detta ändrats, så att en domstol har flera förhandlingslokaler. Minderåriga kommer ställas inför specialdomstolar, och även om de minderåriga är ostraffbara kan domstolen utdöma skadestånd till drabbade.

## Privatliv
2 januari 2009 födde Rachida Dati dottern Zohra, vars far hon inte officiellt avslöjat. I samband med graviditeten ådrog hon sig kritik, men började jobba fem dagar efter födseln. Fadern har av domstol fastställts som Dominique Desseigne, en fransk affärsman. Hon har kallats Rachida Barbie av sina politiska motståndare.